# Bara Venecija
Bara Venecija (en serbe cyrillique : Бара Венеција) est un quartier de Belgrade, la capitale de la Serbie. Il est situé dans la municipalité de Savski venac.

## Localisation
Le quartier de Bara Venecija est situé sur le rive droite de la Save, grosso modo entre l'ancien pont de la Save (en serbe : Стари савски мост et Stari savski most) et le pont de Branko (Бранков мост et Brankov most), à environ 750 m à l'ouest de Terazije, le centre-ville de Belgrade.

## Histoire
Bara Venecija est considéré comme un sous-quartier de Savamala, qui, dans les années 1830, fut un des premiers secteurs urbanisés en dehors de la forteresse de Belgrade. À l'origine, le secteur était un marécage connu sous le nom de Ciganska bara, le « marais des Tziganes », ainsi appelé à cause des Gitans pauvres qui y habitaient ; il fut ensuite nommé Bara Venecija, le « marais de Venise ». Après que le marécage fut asséché, le quartier qui fut construit à son emplacement conserva le nom de Bara Venecija.

## Caractéristiques
Bara Venecija est secteur presque entièrement industriel et commercial. De nombreux hangars et entrepôts, notamment ferroviaires, y sont situés, ainsi que des usines d'asphalte et des réservoirs de pétrole, cela en raison de sa proximité avec le centre-ville et le port de la Save (Savsko pristanište).
Sur le territoire du quartier se trouve également le stade du FK Železničar Beograd, un club de football local dont l'origine remonte à 1924 ; ce stade peut accueillir jusqu'à 5 000 spectateurs.
Situé dans la partie la plus basse de la rive de la Save, Bara Venecija est fréquemment inondé au moment des crues de la rivière ; ce fut notamment le cas en 1984 et lors des grandes inondations de 2006 en Europe[réf. nécessaire].